# Hütt-Brauerei
La Hütt-Brauerei Bettenhäuser GmbH & Co KG est une brasserie de Baunatal.

## Histoire
Le 21 mars 1752, Johann Friedrich Pierson (né en 1689) obtient la concession pour « le brassage de la bière en bouilloire ». Pierson est le fils d'une famille huguenote immigré de Metz en 1685. La concession limite d'abord le brassage de la bière aux besoins propres de l'auberge. Depuis l'octroi de la concession, la dernière nommée "Knallhütte" est détenue par les descendants de Pierson sans interruption.
Le nom "Knallhütte" n'est probablement apparu qu'il y a environ un siècle et demi. L'ancienne Frankfurter Straße montait une pente vers la brasserie et l'auberge. Les wagons de marchandises tirés par des chevaux doivent demander de l'aide des chevaux de la brasserie. Ils attirent l'attention sur eux en faisant claquer bruyamment leurs fouets, d'où le nom "Knallhütte". Dorothea Viehmann, née Pierson, est née à la Knallhütte en 1755. Après Pierson, son fils Johann Friedrich Isaak Pierson reprend l'entreprise. Il est suivi en 1798 par le brasseur Otto Keim, marié depuis 1786 à la fille de Johann Friedrich Isaak, Anna Sabine. Le propriétaire suivant est Johann Martin Keim, né à Knallhütte en 1796. Il vit comment, le 22 avril 1809, la révolte de Dörnberg fut écrasé près de la Knallhütte.
En 1814, la Knallhütte est la première gare sur la voie postale express de Cassel à Francfort. À partir de 1846, Karl Keim dirige la Knallhütte. Le 7 juillet 1887, tous les bâtiments de la ferme sont détruits par un incendie criminel. Lors de la reconstruction, des parties de l'ancienne installation sont restaurées, les nouveaux bâtiments sont construits dans le style de l'époque. Ces deux styles architecturaux différents des siècles caractérisent encore aujourd'hui l'apparence de la Knallhütte.
Heinrich Keim naît le 12 décembre 1850 à la Knallhütte. Il reprend l'affaire en 1900. Heinrich Keim hérite de la brasserie en 1931 de sa fille Hélène, mariée à Franz Bettenhäuser. La brasserie est agrandie par Franz Bettenhäuser et le restaurant reçoit une nouvel aspect plus moderne. À sa mort en 1945, après la Seconde Guerre mondiale, la brasserie et l'auberge sont presque entièrement détruites. Son fils Karl Bettenhäuser doit repartir presque de zéro.
En 1982, le fils d'Annemarie et de Karl Bettenhäuser, Frank Bettenhäuser, intègre l'entreprise après avoir terminé ses études. En 1984, il reprend la direction de l'entreprise, suivi du changement de nom en Hütt-Brauerei Bettenhäuser KG le 1er janvier 1990 et en Hütt-Brauerei Bettenhäuser GmbH & Co KG le 1er janvier 2003. Le directeur général et propriétaire de la brasserie, Frank Bettenhäuser, a suivi une formation supplémentaire en tant que sommelier de bière.
Le nom de la brasserie Hütt attire l'attention en Allemagne lorsque le transport Castor est bloqué le 8 novembre 2010 à l'aide d'un vieux camion converti par Greenpeace et portant encore l'inscription de la brasserie.
Hütt-Brauerei est membre de Die Freien Brauer.